# Узел сети

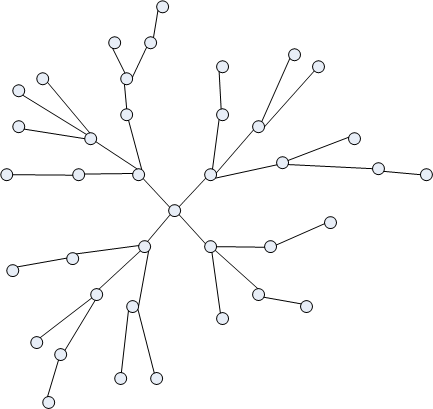
Пример того, как узлы при помощи ссылок могут быть соединены между собой в телекоммуникационную сеть. На рисунке сеть выглядит древообразной, но во многих узлах также присутствуют петли.

Узел сети (англ. node) — устройство, соединённое с другими устройствами как часть компьютерной сети. Узлами могут быть компьютеры, мобильные телефоны, карманные компьютеры, а также специальные сетевые устройства, такие как маршрутизатор, коммутатор или концентратор.
Термин узел основывается на аналогии с прототипом компьютерной сети: реальная сеть, например рыболовная, состоит из нитей, соединяющих друг с другом множество узлов.